# Орахова (Котор Варош)
Орахова је насељено мјесто у Босни и Херцеговини, у општини Котор Варош, ентитет Република Српска. Према прелиминарним подацима пописа становништва 2013. године, у насељу је живјело 186 становника.

## Становништво
Према попису становништва из 1991. године, мјесто је имало 1.612 становника.
| Демографија | Демографија | Демографија |
| Година      | Становника  | Становника  |
| ----------- | ----------- | ----------- |
| 1961.       | 1.088       |             |
| 1971.       | 1.401       |             |
| 1981.       | 1.620       |             |
| 1991.       | 1.803       |             |